# سیارک ۱۲۰۷
سیارک ۱۲۰۷ (به انگلیسی: 1207 Ostenia، نامگذاری:1931VT) هزار و دویست و هفتمین سیارک کشف شده‌است که در ۱۵ نوامبر ۱۹۳۱ و در هایدلبرگ کشف شد.
قدر مطلق سیارک برابر ۱۱٫۰۰ است.